# Ninavale
Група „ninavale“ („Nina Kovacheva & Valentin Stefanoff“) е творчески колектив от двама български художници, Нина Ковачева и Валентин Стефанов, живеещи в Париж и работещи предимно в областта на видеоарта.
За видео инсталацията „In the Out“, показана на 4-тото Биенале в Цетине – 2002, групата получава годишната награда за изкуство на ЮНЕСКО.
Нина Ковачева и Валентин Стефанов са сред първите артисти в Париж, които проектират видеоарт върху архитектурни фасади. Използват повтарящи се движения като тяхната безкрайност кара публиката да се замисли върху времето. Кадрите им носят психологически смисъл.
Дуетът е показвал свои произведения в центрове за съвременно изкуство в Шанхай, Белград, Националната художествената галерия в София и много други. Участват в биеналета за съвременно изкуство почти във всички континенти.